# Leptodrassus punicus
Leptodrassus punicus är en spindelart som beskrevs av Raymond Comte de Dalmas 1919. Leptodrassus punicus ingår i släktet Leptodrassus och familjen plattbuksspindlar.
Artens utbredningsområde är Tunisien. Inga underarter finns listade i Catalogue of Life.